# Ramaditas
Ramaditas är en ort i Mexiko.   Den ligger i kommunen Comondú och delstaten Baja California Sur, i den västra delen av landet, 1 500 km väster om huvudstaden Mexico City. Ramaditas ligger 31 meter över havet och antalet invånare är 176.
Terrängen runt Ramaditas är mycket platt. Runt Ramaditas är det mycket glesbefolkat, med 3 invånare per kvadratkilometer. Närmaste större samhälle är Benito Juárez, 12,9 km öster om Ramaditas. Omgivningarna runt Ramaditas är i huvudsak ett öppet busklandskap.